# Пістинь
Пі́стинь — Село в Косівському районі Івано-Франківської області, на Гуцульщині. Розміщене на березі річки Пістиньки, правої притоки Пруту. Населення — 3706 осіб (на 01.01.2021 р.).

## Географія
На південно-західній околиці села річка Корови впадає у Пістиньку.
Біля гирла струмка Нижній (Малий) Ардан, правий доплив Пістиньки, поруч з церквою Успіння Пресвятої Богородиці, розташований водоспад Ардан (3 м).

### Вершини
- Клифа — 859м;

- Ділок — 578м;

- Голиця — 450м;

- Хребет Каменистий — 700 метрів.

## Історія
За легендою, село було засноване монахами. Легенда розповідає, що поселенці, прийшовши сюди, побачили «…довкола пусто, жодної тобі людини за весь день переходу…». «Пусто тут безпечно тут, то ж піст триматимемо, щоб Бог благословив це місце на безпечне щасливе проживання…» Вони поселились  на горі яку омивала ріка для усамітниння та присвячували себе молитвам до Бога.  З часом на тій горі вирішили поставити церкву але через те що гору омивала ріка вони перенесли будівництво на інший берег ріки. Але три ночі підряд невидима сила переносила будівельні матеріали на інший бік - туди де ЇЇ зрештою і збудвали. Згодом навколо церкви почали силитися люди, адже в його стінах могли найти знайти захист під час нападу кочовників. Для захисту від знищення і розорення святині навколо церкви звели монастирське укріплення з валами і кам'яними мурами. Завдяки цьому церква збереглася до наших часів.

### Річ Посполита
Перша письмова згадка про Пістинь з'являється у 1375 році та пов'язана зі з'ясуванням права власності на соляні джерела, що тут знаходились. У 1416 році король Владислав Ягайло підтвердив надання села Пістинь (Pyestina) Василькові Тептуковичу. У податковому реєстрі 1515 року задокументовані 4 лани (близько 100 га) оброблюваної землі та ще 3 лани тимчасово вільної.
Своєму розквіту Пістинь завдячує сировиці. Соляні промисли були основним джерелом прибутку мешканців Пістиня. Уже в 1515 році в податковому реєстрі основними були податки з солеварень. У ті часи село належало родині Бучацьких, які належали до української шляхти, родовід якої бере свій початок ще з князівських часів.
У планувальному відношенні село мало витягнуту структуру вздовж річки, переважно на лівому березі. У панорамі поселення домінували виробничі споруди солеварних промислів. У північно-східній частині села, на горі Замчище, знаходилось укріплення власника. Це городище — притулок, що складалося з двох частин: верхнього «замчища», тобто самого городища, нижнього «замчища» — форпосту у вигляді валів дерев'яних стін — огорож з вежами, що охороняли підходи до основних укріплень. Власники земель будували такі укріплення в першу чергу для власного захисту від татар. Багато міст зазнавали неодноразових нападів ординців: протягом 1600–1629 pp. на Коломийський повіт, в який входила Косівщина, татари вчинили 20 набігів. Найспустошливіший набіг на Пістинь був у 1621 році.
Немало збитків завдавали селянським господарствам так звані «домашні війни», які вели між собою феодали. 1664 року 24 драгуни з гарматою і понад 400 селян спаського маєтку магната Яблоновського напали на жителів Микитинців і Пістиня. Під час сутички загинуло декілька осіб.
У 1600 році в західній частині села на невеликому столоподібному плато була споруджена дерев'яна п'ятизрубна церква Успіння Пресвятої Діви. З метою захисту від знищення та розорення святині, навколо звели монастирське укріплення з валами, кам'яними мурами, залишки яких простежуються і сьогодні. Втім, існуюча Успенська (Варварівська) церква збудована пізніше, у 1858 році.
У середині XV ст. польські родини Белзецьких, Потоцьких та Яблоновських різними методами захопили села та землі в місцевої української шляхти різними способами, зокрема, Пістинь стає власністю Потоцьких. Польські пани руками селян зводять замки. В архівах згадується Пістинський замок, що побудований у 1688 році в урочищі Шкарбан, тепер Штурбак. Прекрасно збереглися його потужні земляні укріплення. Замок був збудований в ідеальному місці: з напільного боку його захищала глибока долина струмка (тепер Штурбак), з боку — прямовисний берег річки, що значно ускладнювало приступ до нього. В архівах зберігається також план будинку-тюрми квартири гайдука в Пістині, що були розташовані на замку.
У 1756 році Пістинь одержує Магдебурзьке право. У цей час посеред поселення формується типове містечкове середмістя. І збільшується частка польського та єврейського населення. В основі господарської діяльності містечка надалі залишається виварювання та торгівля сіллю. Розвитку також набуває кушнірство, шевство, керамічний промисел. Розвиткові ремесла та швидкій забудові середмістя сприяють торги та ярмарки, які регулярно відбувалися у містечку. Солеварня проіснувала в до кінця XVIII століття. Ще у 1777 році за солеварнею австрійський уряд закріпив долю виробництва солі на 13000 соток.

### Австрійський період
У 1794 році у відкривається початкова народна школа. Є відомості про існування у цей час трьох релігійних споруд: церква Благовіщення та Успіння Святої Богородиці, католицького костьола, єврейської синагоги. Культові споруди були збудовані з дерева. 

#### Ярмарки
У середині XIX ст. місто мало право на проведення в році 11-ти ярмарків, що було значно більше, аніж у будь-якого міста поблизу. Австрійський уряд у 1835—1837 pp. переглянув встановлені польськими королями строки проведення в гуцульських містах ярмарків. Так, у привілеї, виданому м. Кути 28 березня 1835 року, було затверджено чотири ярмарки з конкретними датами проведення: 30 січня, двадцять четвертого дня по Великодню, 26 вересня та 13 листопада. Косівські та Пістинські ярмарки узаконено цісарськими привілеями 20 січня 1837 року. В Косові ярмарки дозволялось проводити в четвер першого тижня по Великодню, у вівторок перед Вознесінням Христовим, 25 серпня та 11 жовтня, а в (?) — 29 березня, в понеділок по Зелених святах, 8 серпня та 10 вересня. А вже з 18 березня 1881 року відбувалося 11 ярмарків: 5 січня, 17 березня, в четвер по Великодню, в понеділок по Зелених святах, 30 червня, 27 липня, 29 серпня, 18 жовтня, 8 та 30 листопада, 30 грудня.
З повідомлень «Временника» Ставропігійського інституту за 1881 р. дізнаємося, що ярмарки у Галицькій Гуцульщині ділились на одно-, дво-, три- чотириденні. Так, одноденними були ярмарки Делятина, два косівських (на Вознесіння Господнє 15 серпня), один пістинський (31 грудня) три Надвірної. Дводенні проводилися в Косові (у четвер першого тижня Великого посту) (5-6 січня, 17-18 березня, в четвер-п'ятницю по Великодню, в понеділок-вівторок по Зелених святах, 30 червня — 1 липня). Чотириденні ярмарки відбувалися тільки в Кутах і Пістині. В.Задорожній стверджує, що ярмарки визначали так, щоб вони не збігалися строками ярмарків у сусідніх містах. Враховувалася передусім спеціалізація ярмарків. Так, великі спеціалізовані ярмарки збиралися у Делятині, Косові, Надвірній, й Яблунові. Наприклад, у Делятині відбувалися знамениті на всю Галичину ярмарки на вовну, в Надвірній — худобу, овець; в Яблунові — худобу, а в Косові — на сіль, яблука. Сюди приїжджали купці з різних регіонів України та багатьох європейських країн. В. Грабовецький підкреслює, що на гуцульських ярмарках бували купці з Польщі, Угорщини, Молдови. Очевидці розповідали, що в Надвірній протягом дня продавали до 6000 штук овець, а отари розтягалися майже до Делятина. У Кутах (1833) бували купці з Чехії та скуповували у місцевого населення худобу та спроваджували на ярмарки чеського міста Оломоуц.
За кількістю проданих та закуплених товарів, а також величиною торгових операцій гуцульські ярмарки ділились на середні та великі. На нашу думку, ярмарки першої величини були чотириденні (Кут, Пістиня), другої — дводенні (Косова Пістиня), а третьої — одноденні ярмарки (Пістиня, Яблунова). Великі ярмарки мали характер оптового торгу. Середні ярмарки обслуговували регіональну торгівлю, а — навколишні найближчі буковинські, покутські закарпатські села. Постійними фігурами середніх дрібних ярмарків були торгівці-скупники вірменського та єврейського походження.

#### Забудова
Багато інформації про планувальну структуру містечка та характер його забудови у XVIII половині XIX ст. доносять до нас карта Галичини Кумерберга 1852 року та Кадастральний план території Пістиня 1858 року. Карта 1852 року показує, що місто мало забудовану досить велику територію. Річка Пістинька розтинала поселення на частини. З лівого берега розташоване було середмістя з ринковою площею, церквами, костьолом, дворами власника та більшістю житлової забудови. На правому березі річки розташувався присілок Вибранівка та недавно збудований курорт-купальня. Решта забудови містечка, крім щільно забудованого середмістя, була дисперсно «розкидана» закрученими вулицями, вуличками, численними струмками. У західній частині містечка на штучно прокопаному перешийку річки був влаштований водяний млин, який виконував ще й функцію сукновальні.
В Пістині була розташована прямокутна ринкова площа, щільно забудована з трьох сторін. Північна, незабудована сторона площі, «впиралась» у помістя з фільварком. Тут же, зліва нього, на коротенькій вулиці, був дерев'яний костьол. Посередині ринкової площі утворився невеличкий квартальчик з яток, торгових будинків-крамниць, які притулялися до ратуші. Парцелярія ділянок по периметру площі дещо різниться: західна сторона — будинки чергуються вузенькими проходами; південно-східна — суцільнорядовий характер забудови, який лише зрідка переривається проходом. Ширина площі з заходу на схід становила приблизно 100 метрів. Переважна більшість (90 будинків) в середмісті були дерев'яні. На південь від середмістя, на площі, знаходився ще один водяний млин. До нього можна було добратись вигнутою вуличкою. Квартали забудови по периметру ринку були з тильної сторони вулиці. Єврейське кладовище знаходилось на північний схід від середмістя на невеликій віддалі, в занедбаному стані воно зберігається донині завдяки кам'яним бетонним надгробкам.

#### Символіка

Герб села Пістинь

У XIX столітті містечко мало власні печатки. Громадська печатка 1848—1860 рр. мала зображення коронованого двоголового орла (без скіпетра й держави) над геральдичним підніжжям, з написом «KREIS KOLOMYA. HERRST. KOSSOW. DORF PISTIN». Водночас печатка єврейської громади містечка мала зображення коронованого щитка з вензелем «P. J. G.» і довколишнім написом: «PISTYNER JUDEN-GEMEINDE». Відбитки обох печаток збереглися в колекції документів львівського краєзнавця Антонія Шнайдера (Львівська наукова бібліотека імені В.Стефаника. — Фонд 144. — Опис 3. — Спр. 14).

#### Населення та власники земель
1870 року нараховувалось 2976 мешканців. 1880 року було вже 3113, з яких 63 особи проживали на Вибранівці.
Навколо села більшістю земель володів поміщик Ян Яворський, а лісом — Леонард Тарнавський. Яворський мав 300 гектарів землі. 

#### Медицина
Жили пістинці в несприятливих умовах. Взимку в одному приміщенні тулились люди, худоба. Все це приводило до захворювань. Люди не знали лікаря, лікувались у знахаря травами, димом і т.п.. У старі часи медицина була на такому низькому рівні, а лікування коштувало так дорого, що селянин не могли собі дозволити лікаря. Приплив народу в село та перетворення села Пістинь у містечко в 1857 році привело до того, що жителі приватно засновують лікарню.

#### Освіта
За часів панування Австро-Угорщини освіта в селі була на дуже низькому рівні. Тут була лише однокласна школа, з 1884 р. — 2-класна, до 1936 року школа мала 5 класів. Приміщення для школи здавав суддя Пістиня за велику плату. Тягнучись до світла знань, люди збирають гроші та купують у власника цей будинок.
У 1910 році в селищі діяла читальня «Просвіта». 

#### Ремесла
На рубежі XX ст. село славилось своїм кушнірством, кожухарським промислом. Ця продукція поставлялась мешканцями на торги та ярмарки в Коломию та Снятин. Частина ремісників, що займались цим виробництвом, були безземельними. Відомо, що вони шили вироби на замовлення жителів Косівського, Снятинського, Коломийського та інших повітів. Притому, ремісники Пістиня спеціалізувались більше на виготовленні кептарів, у той час як Косів, Кути — на виготовленні довгих кожухів.
Село Пістинь на початку XIX століття відоме виробництвом добрих поливаних мисок, гарно розмальованих з характерними відтінками зеленої глини-поливи, формами свічників, баранчиків з вазонами на спині та кахлів, верет, полотна, кептарів. 
Пістинь — місце творчості Петра Григоровича Кошака, одного з небагатьох відомих гуцульських майстрів художньої кераміки кінця XIX — початку XX ст. Творчість Петра Кошака базується на глибоких знаннях народних традицій, займає належне місце в розвитку народного мистецтва Гуцульщини. Народився Петро Григорович 1864 року в с. Москалівка у сім'ї гончара-бідняка. У 9 років хлопчина залишився круглим сиротою. Зазнав поневірянь, злиднів, був пастушком, наймитував. Повернувшись з солдатської служби в 25 років, Кошак оселився і розпочав гончарне виробництво лише з метою заробити на прожиття. Спочатку робив звичайний посуд на ярмарки, потім почав розмальовувати візерунками. Його вироби навічно увійшли до художньої побутової кераміки Косівщини.
Також в 2-й половині XIX століття в селі працювали майстри художньої кераміки Микола і Петро Тимчуки.
Про важливу роль Пістиня свідчить те, що на початку XX століття Оренштайнове видавництво надрукувало 3000 поштових карток із видами Пістиня.

### Міжвоєнний період
Внаслідок адміністративної реформи, в 1934 році Пістинь втратило статус містечка, натомість стало центром ґміни Косівського повіту Станіславського воєводства. Утворена 1 серпня 1934 року згідно з розпорядженням Міністерства внутрішніх справ РП від 21 липня 1934 за підписом міністра Мар'яна Зиндрама-Косьцялковського під час адміністративної реформи. Ґміна утворена з попередніх самоврядних сільських гмін Брустури, Микєтиньце, Пістинь, Прокурава, Шешори.
У 1934 р. територія ґміни становила 157,76 км². Населення ґміни станом на 1931 рік становило 11 291 особа. Налічувалось 2 603 житлові будинки. 
Населення села на початок 1939 року становило 3900 осіб, з них українців — 2750 осіб, євреїв — 570 осіб, поляків — 380 осіб, так званих латинників — 200 осіб. За документальними даними більшість польського населення працювала ремісниками, переважна більшість українського населення та латинники були пов'язані з землеробством та виробництвом товарів народних промислів — кушнірством, ткацтвом, вишивкою, різьбярством, керамікою.
До 1939 року в селі були суд, жандармерія, 16 шинків, церкви, костьол, синагога, ґуральня. Це все лише для 3720 мешканців.

На правому березі міста було поселення Вибранівка підвладне Пістині
Там жило близько 450 людей. Відомо що там була своя церква
Згодом Вибранівка приєдналась до Пістині зараз там знаходяться кутки Прелучі,Штурбак,Зарудка.

### Післявоєнний період
Внаслідок двох світових воєн забудова середмістя Пістиня повністю втрачена. Втрачено також адміністративний статус містечка, що призвело до слабкого контролю форм архітектурно-містобудівного розвитку поселення, правильного вибору типів його забудови та цілісного історично-спадкоємного розвитку його містобудівної структури.
20 лютого 1956 р. під приводом злиття 5 лютого колгоспів ім. Хрущова с. Микитинці та «Перше травня» с. Пістинь у колгосп ім. Хрущова Косівський райвиконком рішенням № 97 ліквідував Микитинецьку сільраду з приєднанням до Пистинської сільради з одночасним перейменуванням її на «Пістинську».

### Незалежність України
В 2015 році Косівський лісничий Петро Пліхтяк при відновленні криївки у селі Пістинь відкопав бідон, у якому знайшов архіви УПА Коломийського та Косівського районів.
У 2016 році встановлено й освячено меморіал на місці останнього бою повстанця Івана Дебринюка «Непорадного».

## Населення

### Мова
Розподіл населення за рідною мовою за даними перепису 2001 року:
| Мова       | Кількість | Відсоток |
| ---------- | --------- | -------- |
| українська | 3912      | 99.77%   |
| російська  | 6         | 0.15%    |
| румунська  | 2         | 0.05%    |
| білоруська | 1         | 0.03%    |
| Усього     | 3921      | 100%     |

## Пам'ятки природи
- Пістинська соляна криниця;
- Виступи вапняку;
- Пістинські сланці;
- Ріка Пістинька з прибережною смугою.

## Релігія

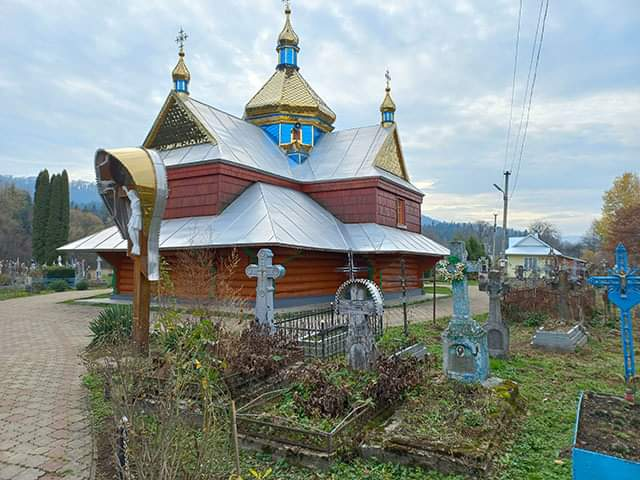
Церква села

### Парохи
Збереглися відомості про священиків більше як за 150 років. Ними були: о. Даниїл Ключовський (1741 p.), о. Іван Левицький (до 1844 р., помер в Пістині), о. Кирило Блонський (тимчасово опікувався парохією у 1844—1845 рр.), о. Василь Єндрейовський (Андріївський, 1845—1849), о. Антін Загайкевич (1849—1850), о. Костянтин Бородайкевич (1850—1853), о. Антін Варивода (1853—1854), о. Іполит Левицький (1854—1882, помер в Пістині), о. Омелян Левицький (1866—1884), о. Софрон Литвинович (1884—1887), о. Григорій Пасічницький (1887—1896, помер в Пістині), о. Олександр Пасічинський (1891—1898), о. Онуфрій Семіон (1898—1906, помер в Пістині), о. Микола Руденський (1906—1909), о. Августин Арсенич (1909—1930, помер в Пістині), о. Євген Ґіссовський (1930—1932), о. Василь Бабин (1932—1950), о. М. Лютий (1950—1965), о. Петро Лютий (1965—1970), о. Р. Миронів (1970—1976), о. Василь Воєвода (1976—1978), о. Іван Федорак (1978—1982), о. Михайло Синеджук (1982—1987), о. Василь Романюк (майбутній Патріарх УПЦ КП) (1987—1988), о. А. Семчук (1988—1992), о. Віктор Буянов (1992—1993), о. Петро Дяків з 1993 p — перший священик з числа жителів села, після нього й до сьогодні править його син о. Петро Дяків.

### Кирило Блонський
Мабуть, найвидатнішою фігурою серед служителів культу був Кирило Блонський — громадський діяч, посол до австрійського парламенту (1848 p.), організатор шкіл, збирач фольклору та матеріалів до словника народних творів, перекладач з латинської та німецької мов. Кирило Блонський був добре знайомий з членами «Руської трійці», особливо з Яковом Головацьким, що був священиком в сусідніх Микитинцях (1842—1846) та часто гостював у пароха Блонського в Пістині.

### Августин Арсенич
Другою цікавою і неординарною особою був о. Августин Арсенич (1872–1939). Дочка Августина Ірина була нареченою січового стрільця Андрія Баб'юка, який називав її Ірчик і, правдоподібно, від її імені взяв свій літературний псевдонім Мирослав Ірчан.
На запрошення її брата Романа в гостинному домі о. Арсенича перебували українські січові стрільці і відомі композитори Роман Купчинський, Михайло Гайворонський, Левко Лепкий, які скомпонували пісню «Ірчик» про красиву дівчину з личком як папірчик. Згодом Ірина вийшла заміж за інженера із Шешор Д. Бурачинського та переїхала на проживання до чоловіка. В гості до інженера державних лісів приїжджали відомі композитори Ярослав Барнич та Сімович. У домі Бурачинських було створено пісню «Гуцулка Ксеня», присвячену дочці Ірини — Ксенії Бурачинській.

### Церкви
В селі є дві церкви, одна з яких давніша — Церква Успіння Пресвятої Богородиці (пам'ятка архітектури національного значення) та новіша — Церква Благовіщення Пресвятої Богородиці (1861 р.).

## Політика
Про давнє політичне життя в селі залишилося свідчення у газеті «Громадський голос» за 1913 p., число 10. Там повідомляється, що у селі відбувалися збори на яких обговорювалося питання про святкування ювілею Івана Франка. На зборах М. Наваловський поінформував зібраних про значення творчості Франка, зав'язав дискусію з питань:
- Матеріальна допомога для Франка;
- Поширювання його творів селянством.

На цих зборах був обраний комітет, якому було доручено зайнятися підготовкою до свята. Комітет, щоб надати йому імпозантности, вирішив запросити на свято українських послів Кирила Трильовського і Павла Лаврука. 
Уже в 20-х роках у селі діяв кооператив «Згода», (голова Дмитро Атаманюк, бухгалтер Василь Кічак). Спортове товариство «Каменярі» засноване в 1936 році. На установчих зборах товариства делегатом до повітового союзу «Каменярі» був обраний Василащук Дмитро.

## Кутки
Горішній, Долішній, Рівенька, Клифа, Корея, Потік, Леварда, Прелучі, Штурбак, Сухий Потік, Кичерка, Зарудка, Царина, Підбагна, Красних, Вірхово, Попові Долини, Макіїшин, Катрученків, Фрейторів, Зім’яччин, Левади, Кірничин, Глинниця, Вірбанці, Голиця, Площа, Вулиці, Білакова Яма, Машина, Зарінок, Волово, Кам’янка, Лісничівка, Ділок, Теребіж, Озірний, Поліно, Сішино, Ґруні, Юкімка, Глід, Підклифа, Грунь, Подеревки, Крушник, Осередок, Василюнка, Бурінники, Полєнка — всього 50 кутків.

## Галерея

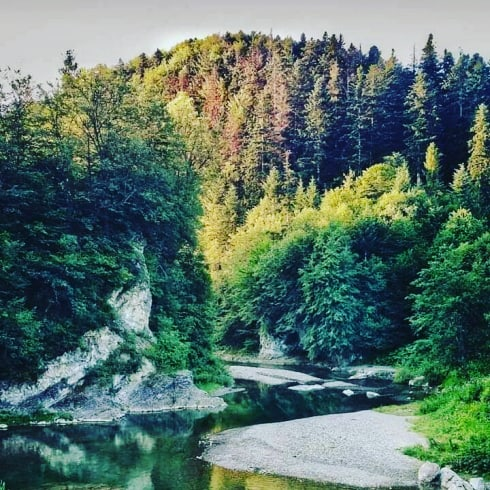
Пістинські сланці
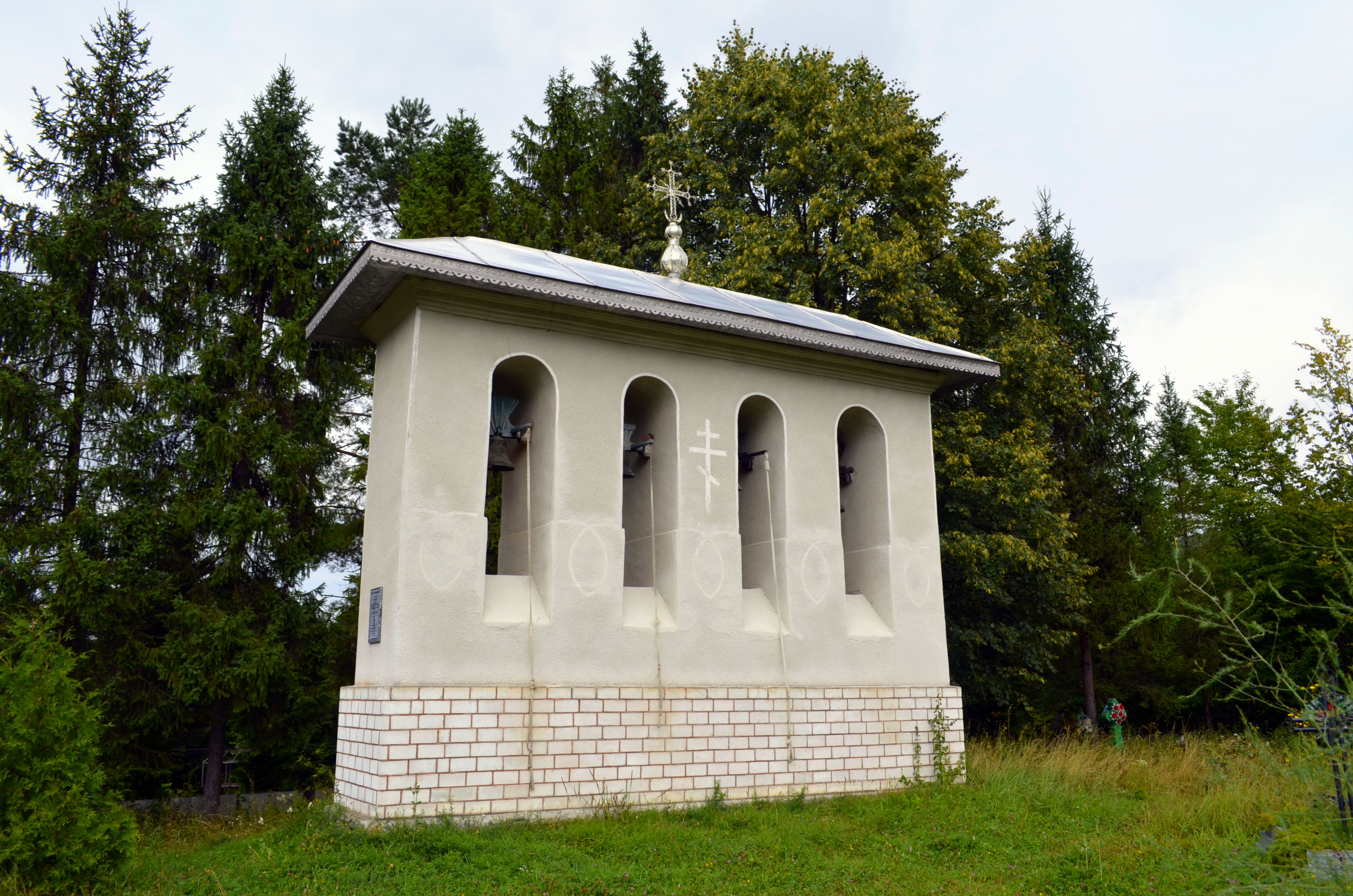
Дзвіниця Церкви Успіння Пресвятої Богородиці
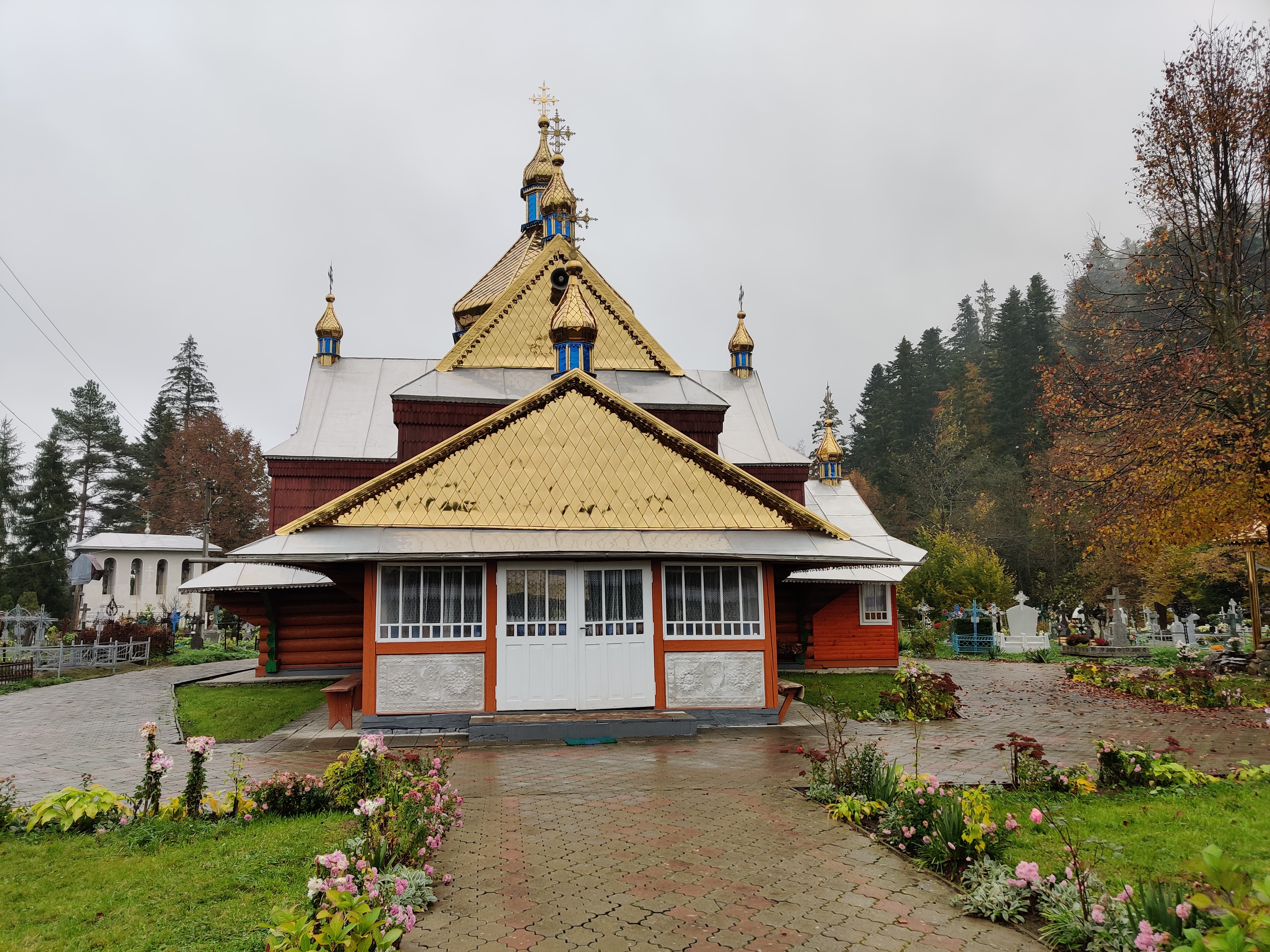
Церква Успіння Пресвятої Богородиці
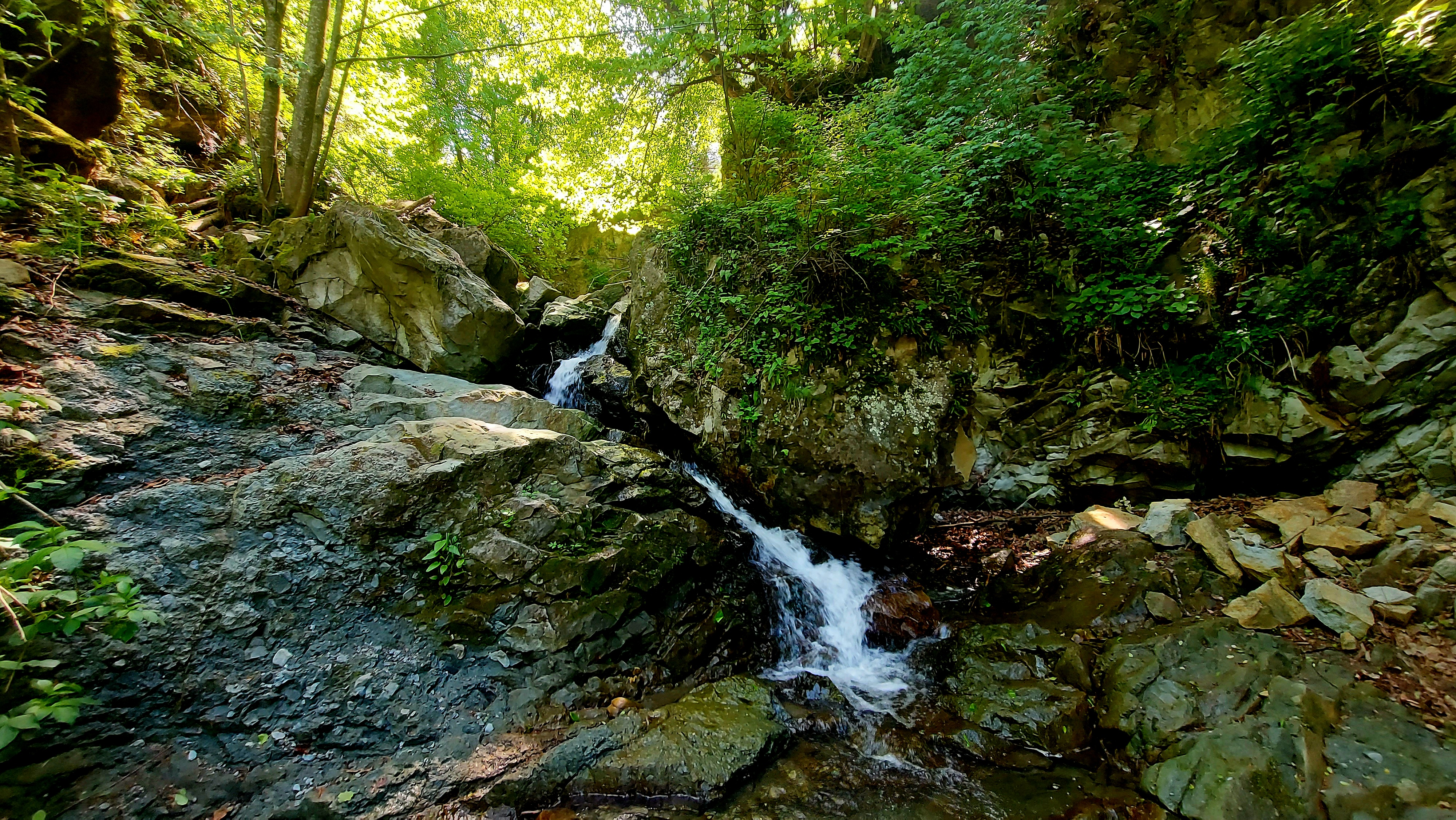
Водоспад Ардан

## Люди

Ганна Василащук з «Кобзарем», проілюстрованим її роботами

### Народилися
- Василащук Ганна Василівна — ткаля, майстер народної творчості, лауреат Державної премії ім. Т. Г. Шевченка;
- Ганущак Микола Юрійович — український майстер художнього ткацтва;
- Григоришин Роман Мирославович —  український політик, діяч та державний службовець, заступник голови Одеської обласної державної адміністрації;
- Лаврук Святослав Васильович — український футболіст, захисник «Прикарпаття». Кандидат у майстри спорту України з футболу;
- Левицький Ярослав — український греко-католицький священник, церковний діяч, теолог (доктор богослов'я), католицький публіцист;
- Мосейчук Юрій Юрійович — український футбольний суддя. Арбітр ФІФА, який обслуговував ігри Прем'єр-ліги України та матчі Ліги Європи УЄФА;
- Савицький Андрій Васильович — український науковець в галузі напівпровідникових матеріалів.

### Померли
- Блонський Кирило Іванович — греко-католицький священник, активний діяч галицького культурного відродження;
- Головацький Петро Федорович — український журналіст, перекладач, педагог, громадсько-освітній діяч, брат Якова Головацького;[13];
- Ілюк Дмитро Іванович — Лицар Бронзового хреста бойової заслуги УПА;
- Кошак Петро Григорович — український майстер косівської кераміки;

### Перебували
- Лазарович Петро — майстер художньої кераміки.
- Михайло (Левицький) — єпископ Перемиський (з 1813 до 1816 року), предстоятель греко-католицької церкви (з 1816 до 1858 року), кардинал;
- Тимчуки Микола і Петро — українські майстри художньої кераміки 2-ї половини XIX століття.